# Lendfjellet
De Lendfjellet is een berg behorende bij de gemeente Lom in de provincie Oppland in Noorwegen. De berg, gelegen in Nationaal park Jotunheimen, heeft een hoogte van 1973 meter.
De Lendfjelletis onderdeel van het gebergte Jotunheimen.